# Több, mint sport
A Több, mint sport (angolul: We Are Marshall) 2006-ban bemutatott amerikai életrajzi filmdráma McG rendezésében. A főbb szerepekben Matthew McConaughey, Matthew Fox, Anthony Mackie és Kate Mara látható. 

## Cselekmény
A film egy repülőgép-szerencsétlenség (Southern Airways 932-es járat) történetét dolgozza fel, amelyben a Marshall Egyetem amerikaifutball-csapata, a Marshall Thundering Herd játékosai és edzői vesztették életüket 1970. november 14-én.

## Szereplők
| Szerep               | Színész                   | Magyar hang      |
| -------------------- | ------------------------- | ---------------- |
| Jack Lengyel         | Matthew McConaughey       | Kaszás Attila    |
| William „Red” Dawson | Matthew Fox               | Debreczeny Csaba |
| Paul Griffen         | Ian McShane               | Végvári Tamás    |
| Nate Ruffin          | Anthony Mackie            | Papp Dániel      |
| Carol Dawson         | January Jones             |                  |
| Sandy Lengyel        | Kimberly Williams-Paisley | Kiss Virág       |
| Tom Bogdan           | Brian Geraghty            | Hujber Ferenc    |
| Donald Dedmon rektor | David Strathairn          | Varga T. József  |
| Mickey Jackson       | L. Warren Young           |                  |
| Reggie Oliver        | Arlen Escarpeta           | Varga Gábor      |
| Annie Cantrell       | Kate Mara                 | Zsigmond Tamara  |
| Bobby Bowden         | Mike Pniewski             |                  |
| Rick Tolley edző     | Robert Patrick            | Rosta Sándor     |